# سنگ‌چشم‌های بیشه پشت‌سبز
سنگ‌چشم‌های بیشه پشت‌سبز (نام علمی: Chlorophoneus) یک سرده از پرندگان تیرهٔ سنگ‌چشمان بیشه (Malaconotidae) است.

## گونه‌های موجود
این سرده دربردارندهٔ چهار گونه است.